# Kopacz (województwo dolnośląskie)
Kopacz (niem. Kopatsch) – wieś w Polsce położona w województwie dolnośląskim, w powiecie złotoryjskim, w gminie Złotoryja.

## Podział administracyjny
W latach 1975–1998 miejscowość administracyjnie należała do województwa legnickiego.